# النظام (فلم 2024)
النظام (الإنجليزية: The Order) هو إثارة وجريمة ‏ صَدَرَ في 31 أغسطس 2024، في مهرجان البندقية السينمائي الدولي 2024 ‏. الفيلم تولّت أستوديوهات أمازون توزيعه، وهو من إخراج جوستن كورزيل.

## طاقم التمثيل
- جود لو
  - أوديسا يونغ
  - جورني سموليت-بيل
  - أليسون أوليفر
  - نيكولاس هولت
  - تاي شيريدان
  - مارك مارون

## وصلات خارجية
- النظام على موقع IMDb (الإنجليزية)
- النظام على موقع ميتاكريتيك (الإنجليزية)
- النظام على موقع روتن توميتوز (الإنجليزية)
- النظام على موقع ألو سيني (الفرنسية)
- النظام على موقع قاعدة بيانات الفيلم (الإنجليزية)
- النظام على موقع ليتربوكسد (الإنجليزية)
- النظام على موقع كينوبويسك (الروسية)